# Fernando Cabrera (actor de voz)
Fernando Cabrera (Santa Cruz de Tenerife, 9 de mayo de 1969) es un actor de doblaje español.
Entre sus doblajes más destacados se encuentra Sheldon Cooper (Jim Parsons) en The Big Bang Theory y El joven Sheldon, Padre de familia, donde le presta la voz a Chris Griffin, Walter "Flynn" White en Breaking Bad, Zach Young en Desperate Housewives, Gaara y Rock Lee en Naruto, Jack (Darren Victoria) en Zoey 101. También es la voz del actor Ben Barnes, el príncipe Caspian en la saga Las Crónicas de Narnia y de Alfredo Linguinni en Ratatouille. Suele doblar a Adam Driver, donde le ha prestado su voz en la serie Girls; y también como Kylo Ren, el villano de la saga Star Wars en El despertar de la fuerza; o en El último duelo, de Ridley Scott.

## Filmografía (series de TV)
- 1994 Canguros
- 1999 Al salir de clase
- 2005 El auténtico Rodrigo Leal
- 2011 La Trampa Del Mal
- 2018 WifiLeaks
- 2018 Sabuesos

## Doblaje
| - Aladdin - Jafar - Girls - Adam Sackler (serie) - Shameless - Lip Gallagher (serie) actor Jeremy Allen White - Star Wars: Episodio VII - El despertar de la Fuerza - Kylo Ren - Cómo defender a un asesino - Connor (serie) - Kyle XY - Kyle (serie) - Cómo conocí a vuestra madre - Randy - Supernatural - Stewie Meyers - "Teen Wolf" (serie) - Ratatouille - Alfredo Linguinni (película) - Inside out - Miedo - Mujeres desesperadas - Zach Young (serie) - Las crónicas de Narnia: el príncipe Caspian - Caspian - Buffy cazavampiros (serie) - Padre de familia - Chris (serie) - Phil del Futuro (serie) - Alvin y las ardillas - Harry Potter y la cámara secreta - Los Increíbles - Bolt - Aqua Teen Hunger Force (serie) - Zafarrancho en el rancho - Naruto - Rock Lee y Gaara - X-Men - Algo pasa con Mary - Pearl Harbor - Coach Carter | - American Beauty - Bambi II - La Ola - Dawson crece (serie) - Anatomía de Grey (serie) - Los Soprano (serie) - Expediente X (serie) - Brandy y Mr. Whiskers (serie) - The Big Bang Theory - Sheldon Cooper (serie) - Breaking Bad - Walther White Jr. (serie) - Raising hope (serie) - Pokémon: Negro y Blanco (serie) - Fullmetal Alchemist - Pichi Pichi Pitch - Mikel - Shameless US - Phillip «Lip» Gallagher (serie) - Érase una vez - Merlín (serie) - Caos en Deponia (videojuego, aventura gráfica) - Far Cry 4 (videojuego) - Kingdom Hearts 2 (videojuego) - Dead Space 3 (videojuego) - Randal's Monday (videojuego) - Mafia II (videojuego) - Call of Duty: Infinite Warfare (videojuego) - Far Cry: New Dawn (videojuego) |